# Réserve naturelle volontaire de Sessenheim Kreisleeren
La réserve naturelle volontaire de Sessenheim "Kreisleeren" (RNR 40) est une ancienne réserve naturelle volontaire créée en 1985, sur le territoire de la commune de Sessenheim, dans le département du Bas-Rhin. Elle occupait une superficie de 0,51 hectare.

## Histoire du site et de la réserve
L'intérêt du site aboutit à un classement en RNV en 1985 pour une durée de six ans. La loi « démocratie de proximité » du 27 février 2002 transforme les RNV en réserves naturelles régionales (RNR), ce qui est le cas pour Sessenheim. 
Le décret d'application no 2005-491 du 18 mai 2005 précise dans son article 6 que « le classement en RNR court jusqu'à l'échéance de l'agrément qui avait été initialement accordé à la réserve volontaire ». Le classement en RNR a donc pris fin après six ans depuis le dernier agrément, probablement au début des années 2000.
Le site était propriété du Conservatoire d'espaces naturels Alsace, en 2007. Il représente 1% de la surface du site Natura 2000 FR4201798- Massif forestier de Haguenau, créé le 26 avril 2010 (qui ne représente qu'une toute petite partie de la forêt de Haguenau).

## Écologie (biodiversité, intérêt écopaysager…)
Pelouses hydromorphes.

## Administration, plan de gestion, règlement
Conserv. Sites alsaciens, 

Maison des Espaces naturels 

Écomusée  68190  Ungersheim

### Outils et statut juridique
Arrêté de création : 22/03/1985 